# Communauté d'agglomération Paris-Saclay
Pour les articles homonymes, voir Paris-Saclay (homonymie).
La communauté d’agglomération Paris-Saclay est une structure intercommunale française créée le 1er janvier 2016, située dans le département de l’Essonne et la région Île-de-France.
Le territoire de la communauté Paris-Saclay occupe une place singulière au sein de la région Île-de-France. Il constitue, aux côtés de la métropole du Grand Paris, le secteur identifié pour le développement de l'innovation à l'échelle régionale et internationale.

## Historique
L'intercommunalité est issue de la fusion prévue par le schéma régional de coopération intercommunale établi en application de la loi de modernisation de l'action publique territoriale et d'affirmation des métropoles (loi MAPTAM) du 27 janvier 2014, entre :

- la communauté d'agglomération du Plateau de Saclay ;

- et la communauté d'agglomération Europ'Essonne ;

auxquelles se sont jointes les communes de Verrières-le-Buisson et Wissous (antérieurement membres de la communauté d'agglomération des Hauts-de-Bièvre) le 1er janvier 2016,.
Le 19 mai 2022, la communauté d'agglomération Paris-Saclay est la première collectivité française à déposer une plainte contre X face aux coupures d'internet à répétition, liées à un réseau de fibre optique défaillant sur l'est du territoire de la collectivité,.

## Territoire communautaire

### Géographie
Elle est située à 20 km au sud de Paris, dans le département de l’Essonne et l'ancienne région du Hurepoix.
Elle est composée de 27 communes.
Se trouvent sur son territoire de nombreux établissements d'enseignement supérieur et de recherche, notamment l'École polytechnique, CentraleSupélec, l'Université Paris-Saclay, le CEA et le CNRS, L' ENS Paris-Saclay en 2019[incompréhensible], elle constitue le centre du pôle scientifique et technologique Paris-Saclay. D'importantes entreprises ont choisi de s'installer sur le territoire pour conduire leurs activités de recherche et développement, à l'image de EDF, Thales, Danone, Sanofi, IBM et centre d'innovation, ou encore les laboratoires Servier.
Afin d'organiser son développement, la communauté d'agglomération est concernée par l'Opération d'intérêt national Paris-Saclay (OIN) 
Une zone de protection naturelle agricole et forestière, (ZPNAF), créée par le décret du 27 décembre 2013 et placée sous l'autorité de l'établissement public d'aménagement Paris-Saclay, sanctuarise 2 400 ha de ses terres agricoles sur le plateau de Saclay. En novembre 2017, une charte et un programme d'actions de la ZPNAF sont approuvés : 4115 ha sont ainsi sanctuarisés sur le Plateau, dont 2469 ha réservés à l'agriculture. Elaboré sous la conduite de l'EPA Paris-Saclay et de l'association Terre & Cité, le programme prévoit entre autres le développement de l'agriculture locale et des circuits courts, la mise en valeur du patrimoine naturel et les moyens mis en œuvre pour faciliter les conditions de travail des agriculteurs.

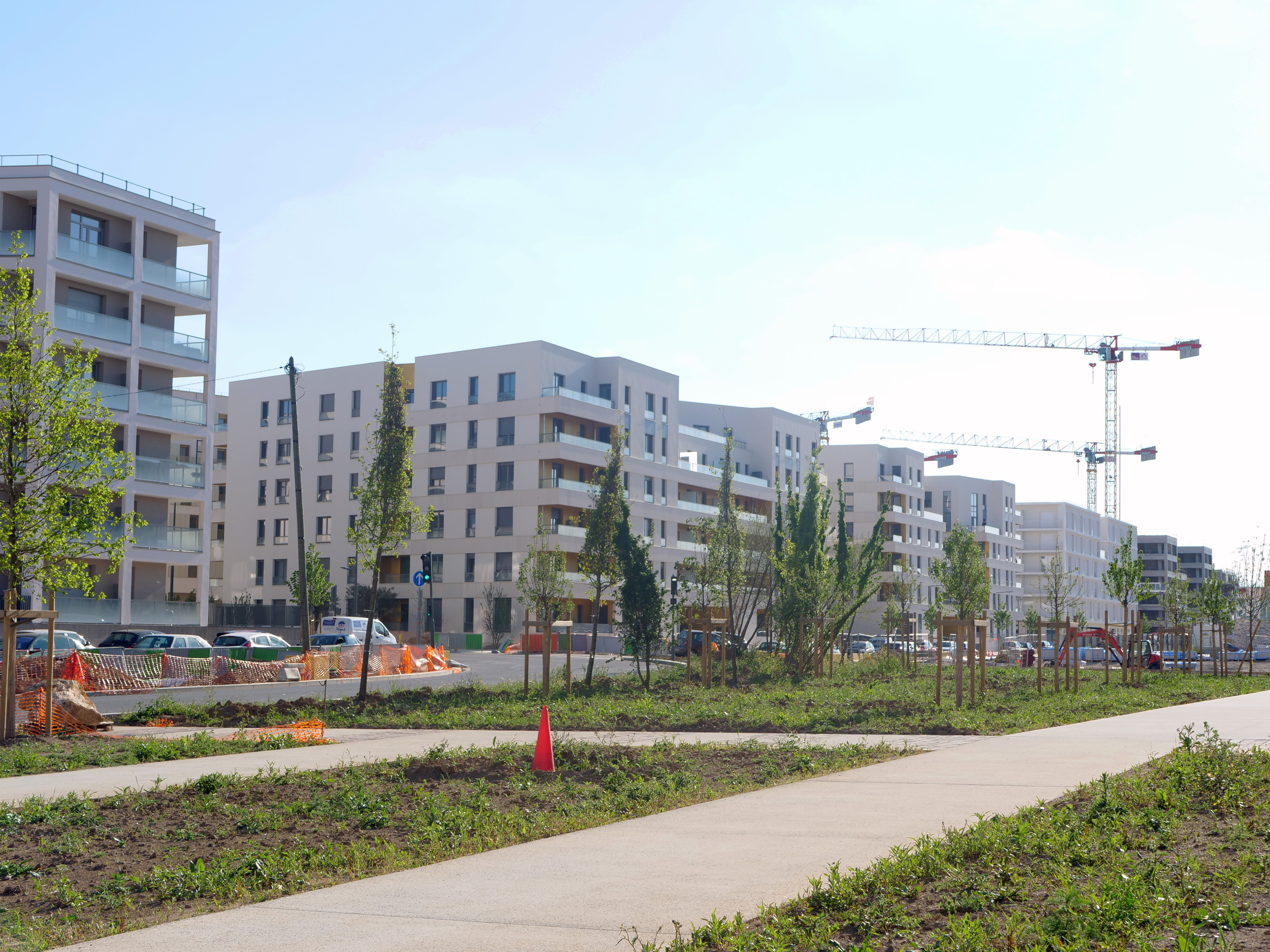
L'avenue des Sciences, dans le quartier de Moulon à Gif-sur-Yvette.
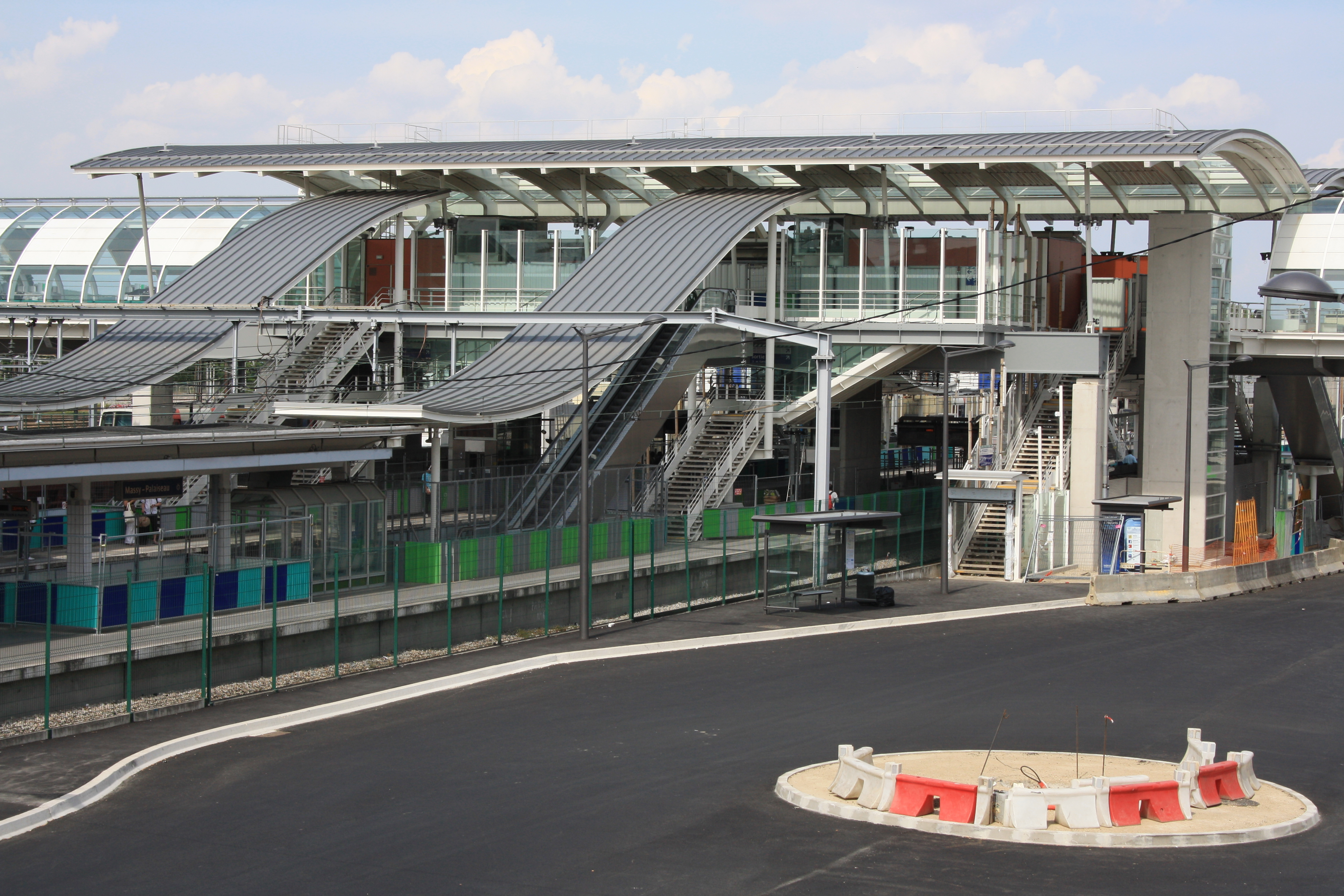
La gare RER de Massy - Palaiseau - Grande-Ceinture.

### Composition
La communauté d'agglomération est composée des 27 communes suivantes :

| Nom                  | Code Insee | Gentilé                | Superficie (km2) | Population (dernière pop. légale) | Densité (hab./km2) |
| -------------------- | ---------- | ---------------------- | ---------------- | --------------------------------- | ------------------ |
| Orsay (siège)        | 91471      | Orcéens                | 7,97             | 16 655 (2022)                     | 2 090              |
| Ballainvilliers      | 91044      | Ballainvillois         | 4,01             | 4 838 (2022)                      | 1 206              |
| Bures-sur-Yvette     | 91122      | Buressois              | 4,17             | 9 481 (2022)                      | 2 274              |
| Champlan             | 91136      | Champlanais            | 3,68             | 2 606 (2022)                      | 708                |
| Chilly-Mazarin       | 91161      | Chiroquois             | 5,57             | 19 981 (2022)                     | 3 587              |
| Épinay-sur-Orge      | 91216      | Spinoliens             | 4,44             | 10 626 (2022)                     | 2 393              |
| Gif-sur-Yvette       | 91272      | Giffois                | 11,6             | 22 578 (2022)                     | 1 946              |
| Gometz-le-Châtel     | 91275      | Castelgometziens       | 5,05             | 2 635 (2022)                      | 522                |
| Igny                 | 91312      | Ignyssois ou Ignissois | 3,82             | 10 571 (2022)                     | 2 767              |
| Linas                | 91339      | Linois                 | 7,51             | 7 310 (2022)                      | 973                |
| Longjumeau           | 91345      | Longjumellois          | 4,84             | 20 470 (2022)                     | 4 229              |
| Marcoussis           | 91363      | Marcoussissiens        | 16,8             | 8 597 (2022)                      | 512                |
| Massy                | 91377      | Massicois              | 9,43             | 50 597 (2022)                     | 5 366              |
| Montlhéry            | 91425      | Montlhériens           | 3,28             | 9 238 (2022)                      | 2 816              |
| Nozay                | 91458      | Nozéens                | 7,34             | 4 465 (2022)                      | 608                |
| Palaiseau            | 91477      | Palaisiens             | 11,51            | 36 067 (2022)                     | 3 134              |
| Saclay               | 91534      | Saclaysiens            | 13,65            | 4 380 (2022)                      | 321                |
| Saint-Aubin          | 91538      | Saint-Aubinois         | 3,57             | 671 (2022)                        | 188                |
| Saulx-les-Chartreux  | 91587      | Salucéens              | 7,65             | 6 611 (2022)                      | 864                |
| Les Ulis             | 91692      | Ulissiens              | 5,18             | 25 633 (2022)                     | 4 948              |
| Vauhallan            | 91635      | Vauhallanais           | 3,34             | 1 954 (2022)                      | 585                |
| Verrières-le-Buisson | 91645      | Verriérois             | 9,91             | 14 772 (2022)                     | 1 491              |
| La Ville-du-Bois     | 91665      | Urbisylvains           | 3,62             | 8 140 (2022)                      | 2 249              |
| Villebon-sur-Yvette  | 91661      | Villebonnais           | 7,41             | 10 353 (2022)                     | 1 397              |
| Villejust            | 91666      | Villejustiens          | 5,36             | 2 502 (2022)                      | 467                |
| Villiers-le-Bâcle    | 91679      | Villebaclais           | 6,03             | 1 040 (2022)                      | 172                |
| Wissous              | 91689      | Wissoussiens           | 9,11             | 6 924 (2022)                      | 760                |

### Démographie
| 1968    | 1975    | 1982    | 1990    | 1999    | 2010    | 2015    | 2021    |
| ------- | ------- | ------- | ------- | ------- | ------- | ------- | ------- |
| 165 965 | 228 258 | 249 704 | 265 903 | 275 108 | 291 043 | 309 985 | 316 066 |

## Organisation

### Siège
A sa création, la CPS reprend le siège de l'ancienne CAPS, situé à Orsay, au 1 rue Jean Rostand, au sein du Parc Club Orsay Université (détenu par la Société de la Tour Eiffel).
Elle déménage en 2021 dans un immeuble nouvellement construit par cette société, au n° 21 de cette même rue.

### Élus
La communauté d'agglomération est administrée par son conseil communautaire composé pour la mandature 2020-2026 de 78 conseillers municipaux représentant chacune des communes membres et répartis en fonction de leur population de la manière suivante :
| Nombre de conseillers | Communes                                                                    |
| --------------------- | --------------------------------------------------------------------------- |
| 13                    | Massy                                                                       |
| 9                     | Palaiseau                                                                   |
| 6                     | Les Ulis                                                                    |
| 5                     | Chilly-Mazarin, Gif-sur-Yvette, Longjumeau                                  |
| 4                     | Orsay, Verrières-le-Buisson                                                 |
| 3                     | Épinay-sur-Orge                                                             |
| 2                     | Bures-sur-Yvette, Igny, Marcoussis, Montlhéry, Villebon-sur-Yvette, Wissous |
| 1 (+1 suppléant)      | les 12 autres communes                                                      |

Au terme des élections municipales de 2020 dans l'Essonne, le conseil communautaire du 8 juillet 2020 a élu son nouveau président, Grégoire de Lasteyrie, maire de Palaiseau, puis le 16 juillet 2020, ses 15 vice-présidents, qui sont : 
1. Nicolas Samsoen, maire de Massy, chargé du logement et  de la politique de la ville ;
2. Sandrine Gelot, maire de Longjumeau, chargée de la transition écologique, de la mise en oeuvre du PCAET et du  rayonnement international ;
3. Yann Cauchetier, premier maire-adjoint de Gif-sur-Yvette, chargé de l'aménagement, des grands projets urbain et de la  vie de campus ;
4. Francisque Vigouroux, maire d'Igny, chargé de la culture, de la société et de l'égalité femme-homme ;
5. Rafika Rezgui, maire de Chilly-Mazarin, chargé du développement économique et  des zones d'activités économiques ;
6. Stéphanie Gueu-Viguier, maire de Ballainvilliers, chargée des finances, de la prospective et de l'évaluation des politiques publiques ;
7. Clovis Cassan, maire des Ulis, chargé des mobilités ;
8. Christian Leclerc, maire de Champlan, chargé de l'environnement, de la biodiversité et de la  prévention des risques ;
9. David Ros, maire d'Orsay, chargé de l'innovation, de la recherche, de la transition et des enjeux numériques ;
10. Igor Trickovski, maire de Villejust, chargé du commerce, de l'artisanat etORT[C'est-à-dire ?] ;
11. Jean-François Vigier, maire de Bures-sur-Yvette, chargé des ordures ménagères et de l'économie circulaire ;
12. Guillaume Valois, maire de Villiers-le-Bâcle, chargé des petites communes et du schéma de mutualisation ;
13. François-Guy Trébulle, maire de Verrières-le-Buisson, chargé de la jeunesse ;
14. Pierre-Alexandre Mouret, maire de Saint-Aubin, chargé des ressources humaines et des moyens généraux ;
15. Olivier Thomas, maire de Marcoussis, chargé des mobilités douces, de la forêt et de l'agriculture.

Le bureau communautaire est constitué pour le mandat 2020-2026 du président, des 15 vice-présidents et de 11 autres membres.

### Liste des présidents
| Période       | Période                   | Identité              | Étiquette                | Qualité |
| ------------- | ------------------------- | --------------------- | ------------------------ | --- |
| janvier 2016  | juillet 2020              | Michel Bournat        | LR                       | Directeur des ressources humaines Maire de Gif-sur-Yvette (2001 → ) Président de l'ex-CA du Plateau de Saclay (2014 → 2015) Conseiller général puis départemental de Gif-sur-Yvette (2004 → ) Vice-président du conseil départemental de l'Essonne (2015 → ) |
| juillet 2020, | En cours (au 13 mai 2022) | Grégoire de Lasteyrie | LR-LFA puis Horizons-LFA | Maire de Palaiseau (2014 → ) Conseiller régional d'Île-de-France (2015 → ) |

### Compétences
L'intercommunalité exerce les compétences qui lui ont été transférées par les communes membres, dans les conditions fixées par le code général des collectivités territoriales. Il s'agit de : 
- Développement économique
- Aménagement de l’espace communautaire
- Assainissement
- Équilibre social de l'habitat
- Politique de la ville
- Accueil des gens du voyage
- Collecte et traitement des déchets des ménages et déchets assimilés
- GEMAPI (gestion des milieux aquatiques et prévention des inondations)
- Voiries et parcs de stationnement d'intérêt communautaire
- Eau
- Protection et mise en valeur de l’environnement et du cadre de vie
- Construction, aménagement, entretien et gestion des équipements culturels et sportifs d’intérêt communautaire
- Action sociale d’intérêt communautaire
- Travaux hydrauliques
- Maîtrise foncière en vue de l'exercice des compétences de la communauté concernant les opérations définies par le conseil communautaire
- Actions et opérations d'aménagement en vue de l'exercice des compétences de la communauté
- Politique et mise en oeuvre d'infrastructures de communications électroniques et d'aménagement du territoire
- Énergie
- Actions culturelles, sportives et scientifiques

### Régime fiscal et budget
La communauté d'agglomération est un établissement public de coopération intercommunale à fiscalité propre.
Afin de financer l'exercice de ses compétences, l'intercommunalité perçoit, comme toutes les communatés d'agglomération, la fiscalité professionnelle unique (FPU) – qui a succédé à la taxe professionnelle unique (TPU) – et assure une péréquation de ressources.
Elle ne reverse pas de dotation de solidarité communautaire (DSC) à ses communes membres.
Étroitement lié au projet de territoire, la Communauté Paris-Saclay a défini et adopté un pacte financier et fiscal de solidarité qui définit les liens financiers, fiscaux et donc budgétaires entre les communes et l’agglomération dans un cadre clair. Il formalise les efforts d’efficience et l’exigence de sobriété dans l’utilisation des fonds publics, avec l’objectif d’un développement cohérent, équilibré et solidaire à l’échelle du territoire.
Le 22 novembre 2017, le Conseil communautaire a actualisé le Pacte financier et fiscal de solidarité de l’agglomération en raison de l’évolution du contexte juridico-financier national. La contractualisation avec l’État prévue en 2018 imposant de limiter fortement les nouvelles dépenses, de prioriser les investissements et d’optimiser encore davantage la dépense publique[réf. nécessaire].

## Projets et réalisations
Conformément aux dispositions légales, une communauté d'agglomération a pour objet d'associer « au sein d'un espace de solidarité, en vue d'élaborer et conduire ensemble un projet commun de développement urbain et d'aménagement de leur territoire ».
Projet de territoire
La communauté Paris-Saclay a adopté, le 16 novembre 2016, son projet de territoire 2016-2026, qui structure l'action communautaire autour de cinq axes stratégiques : 
- Une politique de développement économique affirmant la primauté de l'emploi et la création de richesses
- Une politique de déplacements facilitant le quotidien des usagers
- Un aménagement durable conservant un cadre de vie privilégié et équilibré
- Une politique de cohésion sociale valorisant les dynamiques locales et contribuant au rayonnement communautaire
- La recherche de l'efficience grâce à une gouvernance partagée.

La communauté d'agglomération est l'autorité organisatrice des navettes gratuites du réseau de bus Paris-Saclay, qui assurent une desserte complémentaire aux lignes de bus exploitées par RATP Dev pour le compte d'Île-de-France Mobilités.

## Pour approfondir